# SafeGuard Easy
SafeGuard Easy – program szyfrujący wydany przez firmę Utimaco. 
Pozwala na zaszyfrowanie dysku systemowego komputera, jak również szyfrowanie wybranych partycji. Posiada funkcję szyfrowania zewnętrznych nośników pamięci, pamięci ZIP itp. Produkt obsługuje algorytmy AES (256 oraz 128 bit), Rijndael (256 bit), IDEA (128 bit), DES (56 bit), Blowfish-16 (256 bit), Blowfish-8 (256 bit), Stealth-40 (48-64 bit), XOR (64 bit).